# Gesellschaft für Konziliengeschichtsforschung
Die Gesellschaft für Konziliengeschichtsforschung e. V. ist ein beim Augsburger Amtsgericht eingetragener Verein, der sich die Förderung der wissenschaftlichen Forschung im Bereich der Konziliengeschichte zur Aufgabe gemacht hat. Mitglieder des Vereins sind natürliche und juristische Personen. 
Projektbezogen findet aufgrund der gemeinsamen Interessenlage seit vielen Jahren eine Zusammenarbeit mit dem Römischen Institut der Görres-Gesellschaft statt.

## Vereinszweck
Der Verein fördert die Sammlung von wissenschaftlichen Beiträgen und die Veranstaltung von Symposien (in der Regel alle zwei Jahre) für die wissenschaftlichen Mitarbeiter an seinen Forschungsprojekten. Die Beiträge werden in der Zeitschrift Annuarium Historiae Conciliorum und in der Buchreihe Konziliengeschichte veröffentlicht. Darüber hinaus fördert die Gesellschaft die Herausgabe eines Lexikons der Konzilien.

## Geschichte
Der Verein wurde 1973 gegründet. Die Gründungsmitglieder waren der Augsburger Bischof Josef Stimpfle (Ehrenvorsitzender) sowie Helmut Reiner (Kaufbeuren), Bernd Potthast, Klaus Müller (Augsburg), Hedwig Wellano (Dillingen), Leo Weckbach (Augsburg), Marie-Luise Haindl (Augsburg), Josef Fitzek (1921–2013, Köln), Simon Eding (1933–2012, Augsburg) und Walter Brandmüller (Augsburg).

## Vereinsorgane
Der Vorstand besteht aus dem Vorsitzenden Alois Konstantin Fürst zu Löwenstein-Wertheim-Rosenberg, dem stellvertretenden Vorsitzenden Petar Vrankic (Geltendorf-Wallenhausen), der Schatzmeisterin Brigitte Martini (Epfach) und der Schriftführerin Hedwig Wellano (Dillingen).
Der Beirat setzt sich zusammen aus Peter Bruns, Ansgar Frenken (Ulm), Johannes Grohe, Heinz Ohme (Berlin) und Thomas Prügl (Wien).